# Норио Сасаки
Норио Сасаки (јап. 佐々木 則夫; 24. мај 1958) бивши је јапански фудбалер н тренер.

## Каријера
Током каријере играо је за NTT Kanto.
Био је тренер јапанске фудбалске репрезентације за жене од 2008. до 2016.